# Ronald Kreer
Ronald Kreer (Lipsia, 10 novembre 1959) è un ex calciatore tedesco orientale, dal 1990 tedesco.

## Carriera

### Club
Kreer mosse i primi passi da calciatore nel BSG Lokomotive Delitzsch, prima di trasferirsi al Lokomotive Lipsia, con la cui maglia collezionò 241 presenze e 10 reti in DDR-Oberliga. Durante i dieci anni di militanza nel campionato di calcio tedesco-orientale Kreer non vinse mai il campionato ma conquistò due FDGB Pokal e prese parte a numerosi incontri nelle competizioni UEFA per club, compresa la finale di Coppa delle Coppe 1986-1987 nella quale il Lokomotive Lipsia venne sconfitto per 1-0 dall'Ajax con gol di van Basten. Nel 1991-1992, con la maglia del Verein für Bewegungsspiele Lipsia, giocò tre partite nella 2. Fußball-Bundesliga, seconda divisione del campionato di calcio della Germania (unita). Nel 1992 si trasferì al Chemie Lipsia, società della stessa città, con la quale terminò la carriera disputando due stagioni in NOFV-Oberliga, all'epoca terzo livello del calcio tedesco.

### Nazionale
In àmbito internazionale, Kreer prese parte all'edizione 1980 dell'Europeo Under-21 difendendo i colori della Germania-Est. I tedesco-orientali approdarono fino in finale (in formato andata e ritorno), ed in occasione della gara di ritorno Kreer venne espulso; i suoi persero 1-0 la gara e l'Unione Sovietica, dopo lo 0-0 dell'andata, conquistò il titolo. Esordì in Nazionale maggiore tedesco-orientale il 22 settembre 1982 in una sfida amichevole contro la Bulgaria disputatasi a Burgas e terminata 2-2. Tra il 1982 e il 1989 ha collezionato complessivamente 65 presenze e 2 reti, queste ultime realizzate contro Scozia e Francia, rispettivamente nel 1983 e nel 1985.
Cessata la carriera agonistica, ha lavorato con la Federazione calcistica tedesca a progetti per la promozione di giovani calciatori della sua zona (Lipsia e Torgau, in Sassonia).

## Palmarès
- Coppa della Germania Est: 2

Lokomotive Lipsia: 1985-1986, 1986-1987